# 固体酸素
固体酸素（こたいさんそ、solid oxygen）は、酸素の単体で、固体状態のもの。高圧条件下、または標準大気圧条件、54.36 K (−218.79 °C)以下の温度で生成する。固体酸素には様々な相が知られており、圧力や温度条件の変化によって互いに相転移する。
酸素分子は分子性磁性、結晶構造、電子構造および超電導などに関連するため興味を持たれている。また、酸素分子は磁気モーメントを持つ唯一の単純二原子分子である。固体状態での酸素は特に興味深いことに、特殊な磁気秩序を示すスピン操作型結晶であると考えられている。超高圧条件では固体酸素は絶縁状態から金属状態に変化し、超低温条件では超伝導状態に変化する。固体酸素の構造研究は1920年代に始まり、現在では6種の異なる結晶状態が認められている。

## 相転移

固体酸素の相図

固体酸素には全部で6種の異なる相が知られている。様々な色を示す。
1. α相：薄青色 - 1 atmでは、−249.35 °C 以下で生成。単斜晶。
2. β相：淡青色から桃色 - 1 atmでは、-229.35 °C以下で生成。三方晶。室温、高圧条件で四酸素に変化。
3. γ相：淡青色 - 1 atmでは、−218.79 °C 以下で生成。立方晶。
4. δ相：橙色 - 室温条件では、9 GPaで生成。
5. ε相：深赤色から黒色 - 室温条件では、10 GPaで生成。
6. ζ相：金属状態 - 全ての温度条件で、96 GPa以上で生成。

室温条件で加圧することによりβ相と呼ばれる状態に凝固することが知られ、さらに加圧すると相転移が起こり9 GPaでδ相、10 GPaでε相に変化（分子間相互作用に依存）し、色は桃色、橙色、赤色（八酸素状態）に変化する。さらに加圧すると色が暗くなり黒色に近くなる。さらに加圧すると金属性のζ相が96 GPaで見られる。

## 赤い酸素
室温条件での酸素の圧力は10 GPaを過ぎると異なる同素体への変化を経る。その体積減少は顕著で、色は青から深赤色に変化する。このε相は1979年に発見されたが、構造は不明であった。その後1999年に赤外吸収スペクトルによりこの相は結晶分子中にO4分子が含まれることが仮定された。しかしながら、2006年、X線結晶回折によってε酸素または赤酸素として知られていた相はO8分子で構成されることが判明した。O2分子からなる菱形O8クラスターを理論的に予測した者は誰もいなかった。
この相は暗赤色を呈し、非常に強力な赤外吸収と磁気的崩壊を示すため他のすべての相と比べて興味深い。また、非常に大きな圧力領域でも安定であるため多くのX線回折、分光学、理論的研究のテーマとなった。それらの研究により単斜晶C2/m対称を持つことが示され、また、赤外吸収の挙動は大きな酸素分子単位の会合によるものと考えられている。

## 金属の酸素
ε相の固体酸素に96 GPaを超える圧力を加えるとζ相が出現する。この相は1990年に酸素に132 GPaの圧力をかけたときに発見された。ζ相は金属光沢を持ち、超低温で超伝導を示すことが知られている。